# Шерлок Холмс в Нью-Йорке (фильм)
«Шерлок Холмс в Нью-Йорке» — телефильм, являющийся вольной интерпретацией приключений Шерлока Холмса и доктора Ватсона. Фильм можно смотреть детям любого возраста.

## Сюжет
Шерлок Холмс и доктор Ватсон преследуют профессора Мориарти в Нью-Йорке, где великий злодей планирует совершить банковское ограбление. Поймать злодея также помогает певица мюзик-холла Ирен Адлер, чей сын был похищен Мориарти, и инспектор Лафферти, который по настойчивости ничуть не уступает знаменитому инспектору Лестрейду. Мориарти также оставил Холмсу записку, в которой сообщил, что вскоре к нему обратится полиция за помощью в совершении преступления, и если он не откажется — Мориарти также сообщает ему, что он не должен указывать причину своего отказа — мальчик умрет.
Впоследствии полиция Нью-Йорка связывается с Холмсом по поводу недавней очевидной кражи международной золотой биржи в нью-йоркском банке, когда все хранилище золотых слитков исчезло, по-видимому, за одну ночь, кража остается секретной до запланированной сделки между Италией и Германией через три дня. Чтобы защитить ребенка, Холмс отказывается от дела, но случайный комментарий Ватсона вдохновляет Холмса переключить свое внимание на поиски Скотта, чтобы убрать карту шантажа. В то время как Ватсон уходит с Ирэн, замаскированной под Холмса, чтобы отвлечь агента, которого Мориарти поручил наблюдать за ним, Холмс определяет, что Скотта обманом заставили сотрудничать с похищением в качестве очевидной шутки, что позволило ему найти похитителя.
Исследуя хранилища и быстро признав невозможным фактическое удаление многих тонн золота через узкий туннель за отведенное время, Холмс быстро определяет, что произошло; судя по скорости спуска лифта, им потребовалось бы 45 секунд, чтобы добраться до сводов, но они остановились всего через 42 секунды. Из этого Холмс делает вывод, что у Мориарти было пустое, дублированное хранилище, построенное на несколько метров выше настоящего, впоследствии установленное железными прутьями, чтобы не дать лифту добраться до настоящего хранилища. Пока все ломали голову над тем, как золотые слитки были украдены из фальшивого хранилища, Мориарти на самом деле крадет их из настоящего внизу. В финальном столкновении в подполье Нью-Йорка Мориарти сбегает.
Дело раскрыто. Когда Холмс и Адлер прощаются, Адлер отмечает, что ее сын обладает острым интеллектом и определенной способностью решать головоломки, подразумевая, что Холмс может быть его отцом. Тем не менее их пути расходятся, и Адлер дает Холмсу фотографию своего сына на хранение.

## В ролях
- Роджер Мур — Шерлок Холмс
- Патрик Макни — доктор Ватсон
- Шарлотта Рэмплинг — Ирэн Адлер
- Дэвид Хаддлстон — инспектор Лаффэрти
- Джон Хьюстон — профессор Мориарти
- Сигне Хассо
- Марджори Беннетт — Миссис Хадсон
- Гиг Янг
- Леон Амес
- Джон Эбботт
- Джеки Куган
- Мария Гримм
- Пол Соренсен

## Производство
Когда изначально предложили изобразить Шерлока Холмса, Роджер Мур не заинтересовался. Прочитав сценарий, он решил продолжить, найдя его «забавным и оригинальным». Его привлекало то, насколько эта роль отличалась от других проектов, в которых он участвовал.
Выбор Джона Хьюстона на роль Мориарти позволил отдать дань уважения его классическому фильму «Мальтийский сокол», разместив на столе Мориарти репродукцию украшенного драгоценностями Сокола из фильма.
Патрик Макни был выбран на роль доктора Ватсона и сыграл его так же неуклюже, как Найджел Брюс несколько десятилетий назад. Макни продолжал играть более интеллектуальное представление персонажа в двух телевизионных фильмах с Кристофером Ли в роли Холмса, "Шерлок Холмс и ведущая леди " и «Инцидент на водопаде Виктория».

## Достижения
Элвин Сапинсли был номинирован за сценарий к фильму на премию Эдгара Аллана По в категории «Лучший телевизионный фильм или мини-сериал».